# Garraf

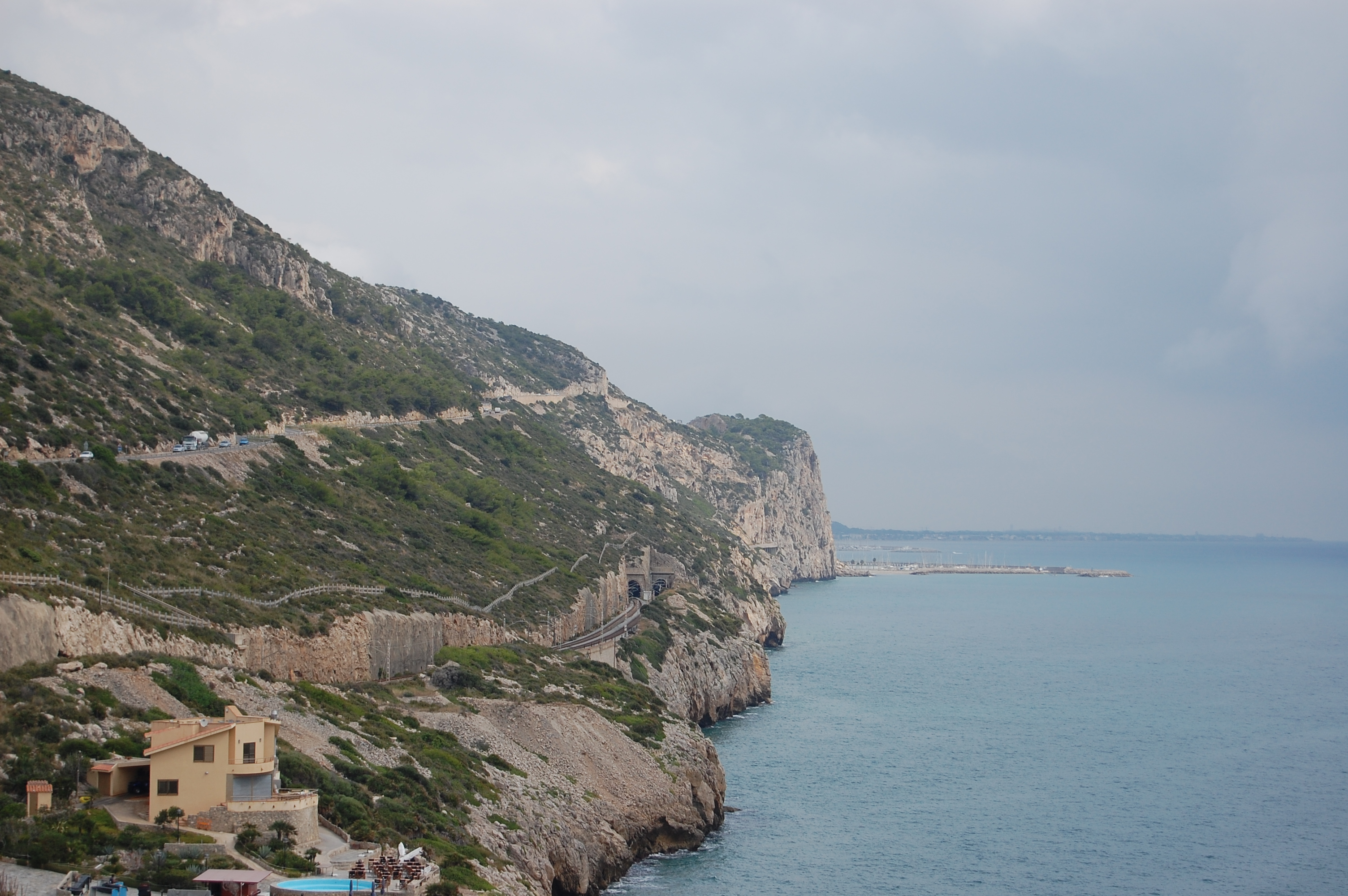
Kustbild från Sitges i grevskapet Garraf.

Garraf är ett grevskap, comarca, vid Medelhavskusten i Katalonien, i Spanien. Huvudstaden heter Vilanova i la Geltrú, med 66275 innevånare 2013.

## Kommuner
Garraf är uppdelat i 6 kommuner, municipis.

- Canyelles
- Cubelles
- Olivella
- Sant Pere de Ribes
- Sitges
- Vilanova i la Geltrú